# 第98空挺師団 (イスラエル国防軍)
第98空挺師団（だい98くうていしだん、ヘブライ語: אוגדה 98 (Ugda 98),英語: 98th Paratroopers Division）は、イスラエル中央軍に所属する予備役扱いの空挺歩兵師団である。
通称として「アブトゥバ・ハ・エシュ」（火炎部隊、ヘブライ語: עוצבת האש（Utzbat HaEsh）、英語: Fire Formation）という呼称でも知られる。

## 概要
第98空挺師団は第四次中東戦争の戦訓に基づき1974年に編成された。最初の師団長はダン・ショムロンであった。
編成後、1982年のガリラヤの平和作戦、2006年の第二次レバノン戦争などにおいて作戦参加している。
第98空挺師団にはイスラエル軍唯一の常設の空挺旅団として活動する第35空挺旅団が所属するほか、2個の予備役空挺旅団、および有事の際に主力部隊到着までの即応対応を行う第7298特殊対空空挺部隊 "YANMAM"が所属している。
また、イスラエル軍の再編計画（ギデオン計画）の一環として2015年12月にそれまで独立して活動していた4つの特殊部隊を統合した第89"オズ"特殊作戦旅団が編成され、この旅団も第98空挺師団の指揮下に組み込まれた。尚、第98空挺師団隷下の第9693予備役砲兵旅団は2016年に解散となった。

## 所属部隊
- 第35"ツァンハニム"空挺旅団

イスラエル軍において、単に"空挺旅団" (Paratroopers Brigade) と表現されている場合、この第35旅団を指している事が多い。
初代指揮官はアリエル・シャロンであり、設立当初は第890空挺大隊という名で、シャロンが指揮を取った第101特殊コマンドを合併したエリート部隊であった。
"ツァンハニム" (Tzanhanim) はヘブライ語で"空飛ぶ大蛇" (フライング・サーペント、Flying Serpent）といった意味である。
- 第89"オズ"特殊作戦旅団
  - マグラン（英語版） - 参謀本部直属の長距離偵察部隊。第98空挺師団の元でも活動していた。
  - エゴズ - 主にゴラン高原やレバノン南部で活動する不正規戦（ゲリラ戦/対ゲリラ戦）部隊。再編前は北部軍、ゴラニ旅団に所属。
  - ドゥヴデヴァン（英語版） - 主にヨルダン川西岸地区での対テロ活動や情報収集活動（ミスタアラビム（英語版））を行っていた特殊部隊。以前から第98空挺師団の指揮下にあった。
  - リモン（ヘブライ語版） - 南部軍、ギヴァティ旅団隷下に2011年に編成された砂漠戦闘/偵察部隊。
- 第551予備役空挺旅団（ヘブライ語版）
- 第55予備役空挺旅団（英語版）
- 第7298特殊対空空挺部隊 "YANMAM"